# Megen, Haren en Macharen

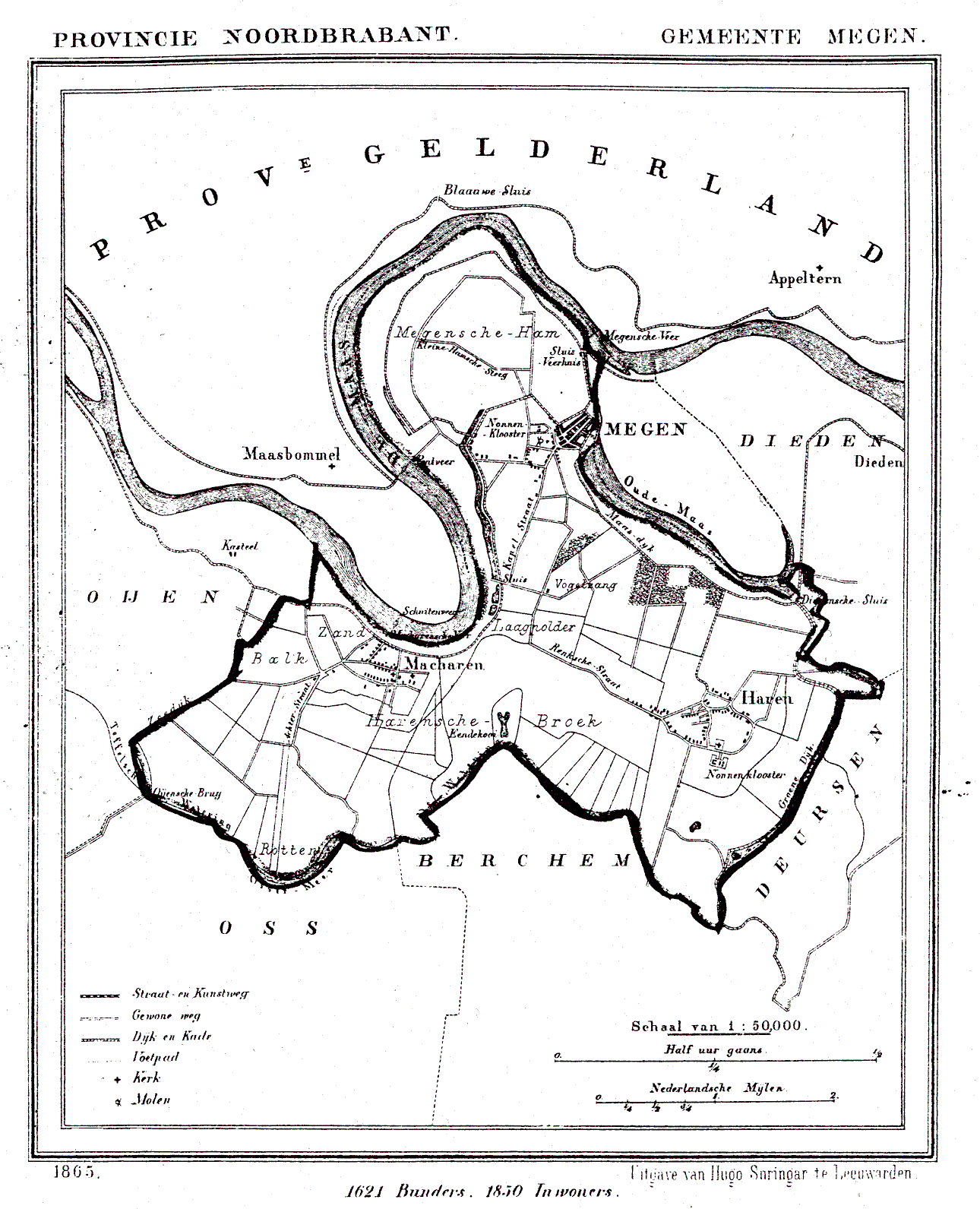
Megen, Haren en Macharen in 1865

Vlag van Megen, Haren en Macharen

Megen, Haren en Macharen (ook: Megen c.a.) is een voormalige Nederlandse gemeente in Noord-Brabant die bestaan heeft van 1820 tot 1994. De gemeente bestond uit de kernen Megen, Haren en Macharen. De oppervlakte bedroeg 1621 ha.
De gemeente is min of meer voortgekomen uit het graafschap Megen, dat echter ook Teeffelen omvatte. Bij de stichting van de gemeente in de Napoleontische tijd werd Teeffelen bij  Oijen gevoegd. Bovendien werd het graafschap gesplitst in de gemeentes Megen en Haren en Macharen. Beide gemeentes werden in 1820 weer bij elkaar gevoegd.
In 1994 werd in het kader van de gemeentelijke herindeling van Noordoost-Brabant de gemeente opgeheven en toegevoegd aan de gemeente Oss.

## Zie ook

Wapen van de gemeente